# Arseniusz Główniewski
Arseniusz (imię chrzestne Andrzej) Główniewski herbu Hołobóg OSBM (ur. w 1748 roku w Werbie – zm. 8 maja 1798 roku) – duchowny greckokatolicki.
Ukończył Akademię Wileńską. Pełnił funkcję prefekta i rektora (1782) kolegium bazyliańskiego w Włodzimierzu, audytora diecezji włodzimiersko-brzeskiej. 26 kwietnia 1791 mianowany koadiutorem włodzimiersko-brzeskim. W 1795 wyświęcił na kapłana późniejszego biskupa Michała Piwnickiego. W 1798 mianowany pierwszym ordynariuszem eparchii brzeskiej, utworzonej na miejsce diecezji włodzimiersko-brzeskiej.